# Венета Райкова
Венета Райкова-Георгиева е българска журналистка и писателка. Била е водеща на предаванията „Горещо“ по Нова телевизия, „Дневникът на Венета“ по ТВ7, „Горещи срещи с Венета Райкова“ по BIT и „Папараци“ по Би Ти Ви.

## Биография
Родена е на 2 май 1974 година в Попово. Едва 15-годишна, през 1989 г., печели първия конкурс за фотомодели и манекени. На 18-годишна възраст през 1992 година става първата победителка в конкурса „Mини Мис България“ за момичета до 1,66 м. Същата година постъпва на работа във вестник Хайлайф по темата „конкурс за журналисти“, който печели, докато се среща с главния редактор Георги Кузмов. Работи като репортер и в БНТ – седем години в нощния блок и в Частен случай, а половин година е редактор в Наблюдател. Три години е модел в София и Виена. Снимала се е за българската версия на списание „Playboy“. Водила е предаването „Ексклузивно" по Евроком.
Райкова е завършила специалност право в Юридическия факултет на Софийски университет "Св. Климент Охридски". От 2004 до 2014 г. е водеща на таблоидното предаване „Горещо" по Нова телевизия. През 2004 г. получава наградата "Мис ТВ чар". През 2008 г. е водеща на коментарната рубрика към Big Brother 4 – „Малката сестра“. През 2014 г. е част от Домсъвета към „ВИП Брадър: Образцов дом“, както и е водила „Голямата уста“ към шоуто. От 13 април 2015 до началото на 2016 води всекидневно едночасово шоу по ТВ7 „Дневникът на Венета“. От юни 2017 до септември 2017 е водеща на всекидневното предаване „Горещи срещи с Венета Райкова“ по BIT. От 17 септември 2017 до март 2020 е водеща на „Папараци“ по BTV.

## Личен живот
През юли 2005 година Райкова се омъжва за Тихомир Георгиев – участник в Big Brother 1. На 26 март 2007 година двамата влизат във VIP къщата на Big Brother като участници във втория сезон на VIP Brother.
В началото на месец юли 2007 г. е обявено, че съпругът на Райкова – Тихомир, е подал молба за развод, и е насрочено бракоразводно дело за края на месец октомври. Въпреки това, в началото на октомври става ясно, че двамата отново са се събрали и живеят заедно в столичния квартал „Слатина“. Райкова и Тихомир имат син на име Патрик, роден на 18 февруари 2009 година, автор на „Дневникът на Джордж" и „Джордж и вълшебните камъни".
Венета Райкова и Тихомир Георгиев се развеждат през 2018 година.